# Future Combat Air System
Future Combat Air System (fr. Système de combat aérien futur, SCAF) – projekt nowego systemu bojowego, w skład którego obok samolotu szóstej generacji Next Generation Fighter, mają wchodzić również współpracujące z nim bezzałogowe aparaty latające. Konstrukcja ma być efektem trójstronnej współpracy Francji, Niemiec i Hiszpanii.

## Historia

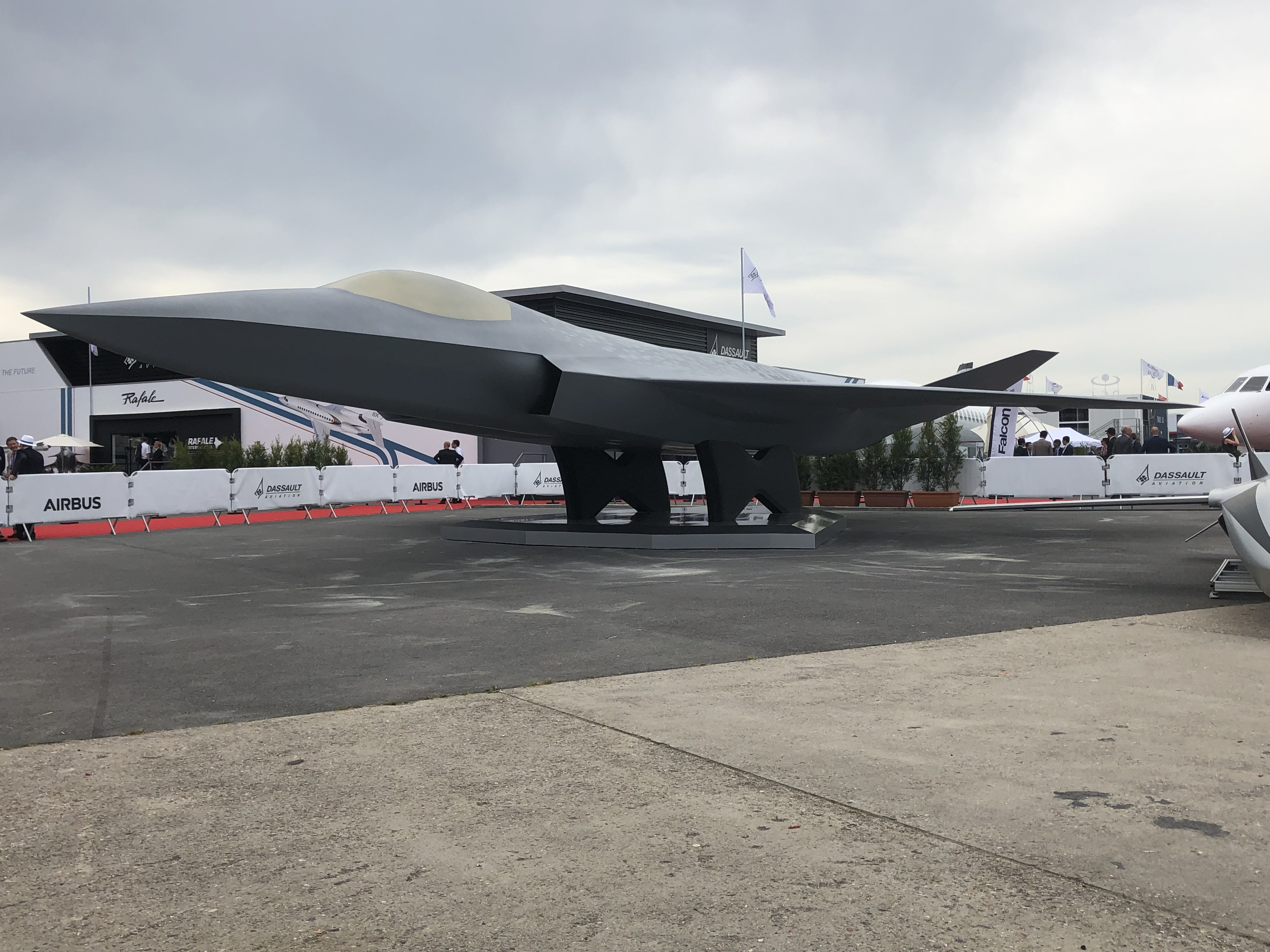
Zaprezentowana w Paryżu w czerwcu 2019 roku podczas Międzynarodowego Salonu Lotniczego makieta samolotu

Współczesny program Future Combat Air System (FCAS) jest spadkobiercą programu o tej samej nazwie, którego początki sięgają lipca 2012 roku. Wówczas to, rządy Wielkiej Brytanii i Francji, zawarły porozumienie o wspólnej budowie nowej platformy bojowej, określanej mianem Future Combat Air System. Pierwszym etapem porozumienia miało być opracowanie technologii, mających umożliwić ocenę szans na uzyskanie wymaganych charakterystyk systemu i jego zdolności operacyjnych. W tym celu, mające wziąć udział w programie firmy BAE Systems, Rolls-Royce, Dassault Aviation i Safran, podpisały porozumienie o współpracy w celu realizacji projektu. W listopadzie 2014 roku, rządy obydwu parterów, podpisały kontrakt z Rolls-Royce, BAE Systems, Selex ES, Dassault, Safran i Thales na realizację studium wykonalności programu FCAS. 3 marca 2016 roku, rządy Francji i Wielkiej Brytanii podpisały wstępne porozumienie o budowie dwóch demonstratorów nowej, bezzałogowej platformy bojowej, której konstrukcja miała bazować na doświadczeniach wyniesionych z budowy i eksploatacji maszyn Dassault nEUROn oraz BAE Taranis. Porozumienie zakładało wyasygnowanie po 750 tys. funtów przez każdą ze stron porozumienia, na budowę po jednym prototypie nowej konstrukcji przez Dassault Aviation i BAE Systems. Wstępne plany zakładały, iż nowa maszyna zastąpi samoloty Eurofighter Typhoon w Royal Air Force i Dassault Rafale w Armée de l’air. Na skutek zbyt licznych rozbieżności pomiędzy obydwoma partnerami, nigdy nie doszło do sfinalizowania planów.
Ponownie Future Combat Air System pojawił się 13 lipca 2017 roku. Wówczas to rządy Francji i Niemiec, podczas konferencji w Paryżu, uzgodniły budowę wspólnej, nowej platformy bojowej. Odpowiednie oświadczenie w tej sprawie wygłosili obecni na konferencji prezydent Republiki Francuskiej Emmanuel Macron i kanclerz Niemiec Angela Merkel. Porozumienie nie precyzowało czy nowa konstrukcja ma być maszyną załogową, czy jak wcześniej, bezzałogową. Odpowiedzi na to pytanie, miało udzielić ustalenie istotnych wymagań operacyjnych (High Level Common Operational Requirement) jakie planowano zdefiniować do połowy 2018 roku. Głównymi podmiotami zaangażowanymi w projekt miał być ze strony francuskiej ponownie Dassault, a z niemieckiej, tamtejszy oddział Airbus Defence. Porozumienie francusko-niemieckie nie przekreślało ponownego dołączenia do projektu Wielkiej Brytanii. Udział Brytyjczyków stanął jednak pod dużym znakiem zapytania w momencie ogłoszenia przez ten kraj, planów zbudowania własnej maszyny szóstej generacji, znanej jako BAE Systems Tempest. Dodatkowo Wielka Brytania realizując przygotowania do Brexitu nie szuka kooperantów do współpracy przy swoim projekcie z tradycyjnymi partnerami w projektach lotniczych, będących jednocześnie wiodącymi politycznie państwami Unii Europejskiej, Paryżem i Berlinem, ale w Szwecji (SAAB) i Włoszech Leonardo, Holandii i poza Europą w Indiach. 25 kwietnia 2018 roku, obydwie firmy ogłosiły uzyskanie wstępnego porozumienia dotyczącego podziału zadań przy pracach projektowych. Dzień później, 26 kwietnia 2018 roku, podczas Internationale Luft- und Raumfahrtausstellung Berlin podpisano tajne porozumienie definiujące oczekiwane przez obydwu partnerów wymagania operacyjne. Jednym z elementów porozumienia była całkowita niezależność eksportowa przyszłej konstrukcji. Oznaczało to uniezależnienie procesu potencjalnego eksportu nowego samolotu od wpływu i decyzji krajów trzecich. Takie ograniczenia narzucają Stany Zjednoczone w przypadku użycia do budowy samolotu komponentów produkcji amerykańskiej. Ich reeksport podlega kontroli w ramach International Traffic in Arms Regulations (ITAR).
Future Combat Air System ma być wieloelementowym system współdziałających ze sobą komponentów. Zarówno takich, które znajdują się w fazie badań, jak i takich, których uruchomienie jest dopiero planowane. Rdzeniem systemu, ma być samolot określany jako Next Generation Weapon System lub Next Generation Fighter (NGF), wspierający maszynę załogową bezzałogowy aparat latający – Remote Carrier oraz łączącą obydwa komponenty Combat Cloud, informatyczny system w chmurze. W roli NGF, Dassault prezentuje koncepcje samolotów załogowych, jak i pozbawionej załogi oraz systemu składającego się z obydwu typu maszyn, załogowego samolotu oraz dużego, uderzeniowego aparatu bezzałogowego. Niemiecki Airbus już od 2016 roku, na zlecenie niemieckiego rządu, opracowuje plany wdrożenia systemu bojowego, określanego mianem Next Generation Weapon System (NGWS), mającego zastąpić samoloty Panavia Tornado i Eurofighter Typhoon. Z drugiej strony, Niemcy wykazują zainteresowanie amerykańskim Lockheed Martin F-35 Lightning II, przy braku oficjalnych zapowiedzi kupna maszyny, w maju 2017 roku zwrócili się do United States Air Force z prośbą o możliwość zapoznania się z samolotem i jego charakterystykami. Koncepcja Airbusa zakłada współdziałanie różnych platform, na które mają składać się dwumiejscowy myśliwiec szóstej generacji – NGF, pociski samosterujące nowej generacji, rozpoznawczo-bojowe bezzałogowe aparaty latające klasy MALE (Medium-Altitude Long-Endurance/statek powietrzny o średniej wysokości i długotrwałości lotu) oraz małe drony latające w rojach, wypuszczane z pokładu samolotu. Wśród nowych propozycji Airbusa znalazł się również uzupełniający system samolot transportowo-tankujacy. Poprzez satelitarną sieć wymiany danych, wszystkie elementy, wspólnie będą realizować wyznaczone działania. Wszystkie te elementy weszły by w skład nowego FCAS. W opinii wyrażonej przez francuska minister obrony Florence Parly 23 października 2018 roku podczas salonu Euronaval (targi uzbrojenia morskiego odbywające się w Paryżu), znalazła się zapowiedź budowy wersji pokładowej samolotu, zdolnej do zastąpienia pełniących obecnie służbę na jedynym francuskim lotniskowcu Charles de Gaulle samolotów Dassault Rafale. Nieprzypadkowo zatem na targach zaprezentowano model koncepcyjny samolotu, przedstawiający dwusilnikową maszynę pozbawioną ogona, o konstrukcji obniżającej skuteczną powierzchnię odbicia radiolokacyjnego. Z kolei francuski generał Jean-Pascal Breton, będący z ramienia Francji odpowiedzialny za program, dodał, iż FCAS ma posiadać zdolność do przenoszenia broni jądrowej.
3 grudnia 2018 roku o prawo wstąpienia do projektu na zasadach pełnoprawnego członkostwa wystąpiła Hiszpania. Hiszpańska minister obrony Margarita Robles skierowała list intencyjny w tej sprawie do swoich odpowiedników w Niemczech i Francji. 14 lutego 2019 roku w Brukseli podpisano porozumienie o udziale Hiszpanii w projekcie na prawach równorzędnego partnera, mającego wpływ na przyszłą konfigurację FCAS. Hiszpania będzie zmuszona w najbliższej przyszłości zastąpić używane w Armada Española samoloty McDonnell Douglas AV-8B Harrier II oraz najstarsze McDonnell Douglas F/A-18 Hornet sił powietrznych. Hiszpania nie wyklucz w przyszłości połączenia programu FCAS z brytyjskim BAE Systems Tempest, co zdaniem tamtejszego Ministerstwa Obrony Narodowej, pozwoliło by znacząco zredukować koszty programu. Wśród potencjalnych dalszych zainteresowanych współpracą państw wymienia się Włochy, również w perspektywie kolejnych 20 lat zmuszone do wycofania swoich Typhoonów oraz Szwecja. Potencjał modernizacyjny sztandarowego produktu Saaba, samolotu JAS 39 Gripen, powoli dobiega końca.
19 listopada 2018 roku ogłoszono, iż obydwaj partnerzy programu doszli do porozumienia w sprawie wspólnej koncepcji i architektury systemu FCAS. Wstępne plany zakładają oblot prototypu samolotu w 2025 roku, oblot wersji produkcyjnej planowany jest na 2038 rok a osiągnięcie gotowości operacyjnej w 2040 roku.
6 lutego 2019 roku rozdysponowano pierwsze kontrakty dla podwykonawców. Według planów, Dassault oraz Airbus Defence and Space przez najbliższe dwa lata, opracują koncepcję programu i ustalą architekturę systemu. W pierwszej kolejności prace skupione zostaną na części wymagań, wspólnych i akceptowanych przez uczestniczące w programie kraje (Niemcy i Francję, jako że Hiszpania przystąpiła do programu kilka dni później) – tzw. Joint Concept Study. Ustalone mają być preferowane składniki systemu, samolot, towarzyszące mu bezzałogowe aparaty latające, określane mianem zdalnych nosicieli (Remote Carriers), dodatkowe elementy, których współudział w systemie FCAS może okazać się niezbędny, zakres prac serwisowych oraz studium wykonalności technicznej i operacyjnej. W celu ujednolicenia prowadzonych prac, 6 lutego 2019 roku Dassault i Airbus podpisały porozumienie o wykorzystaniu należącego do francuskiej wytwórni platformy elektronicznej Dassault Systèmes 3DEXPERIENCE. System 3DEXPERIENCE umożliwia prowadzenie prac projektowych w technice 3D, modelowanie, przeprowadzanie symulacji działania zaprojektowanych rozwiązań, wymianę danych pomiędzy uczestnikami prac, zarządzanie logistyką. Zadanie zaprojektowania i zbudowania silnika, który ma napędzać nowy samolot powierzone zostało konsorcjum francuskiego Safran Aircraft Engines i niemieckiego MTU Aero Engines, z którym odpowiedni kontrakt podpisano również 6 lutego 2019 roku. Nowa jednostka ma powstać w latach 2019–2024, za zaprojektowanie i budowę części gorącej silnika (komora spalania, turbina wysokiego ciśnienia, dopalacz i dysza wylotowa), odpowiadać będzie francuski producent. Niemiecka firma zaprojektuje część zimną silnika oraz procedury jego obsługi i serwisu.
Podczas odbywającego się w Paryżu w dniach 17–23 czerwca 2019 roku Międzynarodowego Salonu Lotniczego, zaprezentowano makietę samolotu. Jej ujawnienie miało uroczystą oprawę, w której wzięli udział prezydent Francji oraz ministrowie obrony Niemiec, Francji i Hiszpanii. W trakcie paryskich pokazów, hiszpański minister obrony podpisał kolejne porozumienie ramowe włączające Hiszpanię do prac nad nowym samolotem.
14 maja 2021 roku, Niemcy, Francja i Hiszpania doszły do porozumienia w zakresie partnerstwa przemysłowego poszczególnych krajów biorących udział w projekcie. Zaangażowane w program firmy uzgodniły między sobą podział praw w zakresie własności intelektualnej. Dzięki porozumieniu, otwarta została droga do zabezpieczenia rządowego finansowania programu. Z kolei 30 sierpnia 2021 roku, ministrowie obrony Francji Florence Parly, Hiszpanii Esperanza Casteleiro i Niemiec Annegret Kramp-Karrenbauer, podpisały porozumienie w sprawie podziału prac w ramach fazy 1B i B projektu. Zgodnie z porozumieniem, 38% prac przejmie Francja, 32% Niemcy a 30% Hiszpania. Faza 1B obejmuje prace badawczo-rozwojowe a faza 2, opracowanie, budowę i testy demonstratora technologii mających zostać wykorzystanych przy budowie nowego wielozadaniowego myśliwca.
W grudniu 2023 roku, do programu w charakterze obserwatora dołączyła Belgia, a od czerwca 2025 roku zostanie stałym członkiem projektu.